# SHOUTcast
SHOUTcast ist ein Freeware-Streaming-Server für Audiostreams/TV-Streams. Die Software wurde 1999 vom Unternehmen Nullsoft entwickelt und 2014 vom Unternehmen Radionomy aufgekauft. Shoutcast benutzt MP3 oder AAC+ für die Audiodatenkompression, sowie HTTP (sowie auch HTTPS ab Version 2.6.1., zunächst nur für Linux) als Transportprotokoll zum Kontakt des Streams. Ermöglicht wird dadurch der Betrieb eines Internetradios unter den Betriebssystemen Windows, FreeBSD, Linux, macOS und Solaris.

## Software
Die Software, die in der Basisversion als Freeware erhältlich ist, erlaubt es auch unerfahrenen Benutzern, unproblematisch einen Server für Internetradios einzurichten. Der ausgehende Audiostream wird von vielen weitverbreiteten Clients unterstützt. Einige andere Mediaplayer erlauben mit Hilfe eines Plugins die Wiedergabe eines SHOUTcast-Streams.

### Protokoll
Ein SHOUTcast-Stream kann, da er über HTTP läuft, direkt über einen Webbrowser aufgerufen werden („HTTP GET“-Befehl). Die Antwort des Servers enthält im Header Informationen über den Stream und erlaubt das Abspielen in einem geeigneten Mediaplayer. Des Weiteren besteht die Möglichkeit, bei wechselnden gestreamten Audiodateien, z. B. während des Radiobetriebs, den Zuhörern den Titel des aktuellen Stücks bekanntzugeben.

## Radioverzeichnis
Im Internetradio-Verzeichnis von SHOUTcast sind strukturiert mehrere tausend verschiedene Webradio-Stationen diverser Stilrichtungen eingetragen.

## Shoutcast Wire
Im Medienplayer Winamp gibt es daneben ab der Version 5.1 die Funktion „Shoutcast Wire“. Damit wurde ein Podcatcher integriert, mit dem es möglich ist, Podcasts zu abonnieren, anzuhören und zu verwalten. Dieser Dienst hat mit dem eigentlichen Shoutcast relativ wenig zu tun, da Podcasts in der Regel nicht live gesendet werden und somit nicht auf Streaming-Server angewiesen sind.

## Clients/Player
(Auswahl)
- AIMP (AIMP DevTeam)
- Winamp (Nullsoft)
- Amarok (KDE, Open Source)
- iTunes (Apple)
- The KMPlayer
- VLC media player (VideoLan, bis Version 1.0.6[2], danach mit Erweiterung)
- XMMS (Open Source)
- Zinf (Open Source)

Mit Erweiterung:
- RealPlayer (RealNetworks)
- Windows Media Player (Microsoft)
- QuickTime (Apple)
- Songbird (Open Source)